# Karlheinz Renker
Karlheinz Renker (* 19. Mai 1921 in Copitz; † 1982 in Halle (Saale)) war ein deutscher Mediziner und Hochschullehrer an der Martin-Luther-Universität Halle-Wittenberg.

## Leben und Werk
Karlheinz Renker wurde in der Nähe von Pirna geboren. Am 23. Januar 1940 beantragte er die Aufnahme in die NSDAP und wurde zum 1. September desselben Jahres aufgenommen (Mitgliedsnummer 7.837.232). Er studierte Medizin, promovierte 1948 an der Universität Leipzig zum Dr. med. und habilitierte sich 1958 an der Humboldt-Universität zu Berlin. Das Thema seiner Habilitationsschrift lautete Die wissenschaftlichen Grundlagen des Betriebsgesundheitsschutzes in der Deutschen Demokratischen Republik. Ab 1958 war er Privatdozent an der Universität Halle-Wittenberg, wo er 1959 außerplanmäßiger Professor für Sozialhygiene und 1962 Direktor des Hygiene-Instituts wurde. Er blieb bis zu seinem Tod 1982 in dieser Funktion.

## Schriften (Auswahl)
- Die Variabilität der Leukozyten beim gesunden Menschen. 1948.
- Arbeitshygiene und Gesundheitsschutz in unseren Betrieben. Berlin 1954.
- Das arbeitshygienische Kabinett und die Dispensairemethode, die wissenschaftliche Arbeitsgrundlage des betrieblichen Gesundheitswesens. Berlin 1957.
- Die wissenschaftlichen Grundlagen des Betriebsgesundheitsschutzes in der Deutschen Demokratischen Republik. 1958.
- (mit Richard Weise): Rehabilitation. Berlin [1961].
- Dr. med. Dorothea Erxleben. Festvortrag. Halle 1966.
- (mit anderen Autoren): Über Auffälligkeiten bei Vorschulkindern. Berlin 1967.
- (mit Gerhard Karssdorf): Prophylaxe. Berlin 1977.

## Auszeichnungen
- 1962: Hufeland-Medaille (DDR)